# Helmitheros vermivorum
Helmitheros vermivorum е вид птица от семейство Parulidae, единствен представител на род Helmitheros.

## Разпространение
Видът е разпространен в Американските Вирджински острови, Бахамските острови, Белиз, Британските Вирджински острови, Венецуела, Гватемала, Доминиканската република, Канада, Кайманови острови, Колумбия, Коста Рика, Куба, Мартиника, Мексико, Никарагуа, Панама, Пуерто Рико, Салвадор, САЩ, Търкс и Кайкос, Хаити, Хондурас и Ямайка.